# Flanders F.2
Il Flanders F.2 fu un aereo da collegamento monoposto monoplano realizzato dell'azienda britannica L. Howard Flanders Limited negli anni dieci del XX secolo e rimasto allo stadio di prototipo.

## Storia del progetto
Richard Leonard Howard-Flanders fu uno dei primi assistenti di Alliott Verdon Roe, dopo averlo raggiunto quando il pioniere dei triplani stava effettuando i suoi primi voli a Lea Marshes durante l'estate del 1909. In seguito Flanders accompagnò Roe al Blackpool Meeting del 1909, insieme a EVB Fisher, e poi si unì a John V. Neale a Brooklands, progettando per lui il piccolo monoplano Pup.
Il 1° agosto 1910, iniziò a elaborare i piani di progetto per un suo monoplano su cui doveva essere installato il motore ABC da 120 CV. La costruzione della cellula iniziò il 1° ottobre e continuò fino al 26 maggio 1911, quando i lavori si fermarono a causa del mancato arrivo del motore specificato.
Il giorno dopo, il 27 maggio, fu avviato un nuovo progetto, basato sul propulsore Green a quattro cilindri da 60 CV. La costruzione iniziò il 6 giugno 1911 e la macchina fu terminata due mesi dopo, il 6 agosto, effettuando il suo primo volo l'8 agosto 1911. I test del Flanders F.2 furono effettuati a Brooklands da Ronald Campbell Kemp.
Il Flanders F.2 era un velivolo monomotore, monoplano monoposto. L'ala era posta in posizione mediana ed era rinforzata da cavi e montanti. Il carrello di atterraggio fisso con ruote tipo bicicletta e un pattino centrale che sporgeva in avanti da tra le ruote. Il pattino centrale serviva a impedire all'aereo di sbandare su terreni accidentati. Il propulsore era un motore a 4 cilindri in linea Green D.4  erogante la potenza di 60 CV (45 kW) ed azionante un'elica bipala.
Lo F.2 nell'ottobre 1911 fu ricostruito per partecipare alle gare per le British Empire Michelin Cups No. 1 e 2, in entrambe le quali fu pilotato da Kemp, ma non riuscì a registrare alcun successo. La macchina fu ribattezzata F.3 e le modifiche includevano l'installazione di una secondo abitacolo di pilotaggio per trasportare un passeggero posto davanti a quello del pilota, una apertura alare più grande 12,80 m (42 piedi), e una superficie alare di 240 ft². Fu mantenuto lo stesso motore Green D.4 da 60 CV che azionava un'elica Regy da 8 ft di diametro. Il peso a vuoto dell'aereo era salito a 1.100 libbre. Fu installato un silenziatore e la coppia di radiatori funzionava su ciascun lato anteriore della cabina di pilotaggio. Inizialmente lo F.3 volò senza la pinna, ma una piccola superficie fissa fu aggiunta dopo che Ronald Kemp e  Edward Victor Beauchamp Fisher avevano effettuato dei collaudi.
La carriera dello F.3 andò avanti per alcuni mesi fino a quando l'aereo non precipitò al suolo a Brooklands il 13 maggio 1912, uccidendo sia il pilota Fisher che il suo passeggero americano Victor Mason.